# Monochamus notatus
Monochamus notatus es una especie de escarabajo longicornio del género Monochamus, familia Cerambycidae. Fue descrita científicamente por Drury en 1773.
Esta especie se encuentra en Canadá y los Estados Unidos.